# Andrzej Gil
Andrzej Gil (ur. 1 grudnia 1963 w Lublinie) – polski historyk i politolog.

## Życiorys
W 1983 ukończył Technikum Energetyczne w Lublinie, w 1988 studia historyczne na Katolickim Uniwersytecie Lubelskim. W roku 1999 uzyskał stopień doktora na podstawie pracy Organizacja terytorialna prawosławnej eparchii chełmskiej do 1596 roku, napisanej pod kierunkiem Hanny Dylągowej, w 2006 stopień doktora habilitowanego na podstawie pracy Chełmska diecezja unicka 1596-1810. Dzieje i organizacja. Od 2007 jest zastępcą dyrektora ds. naukowych Instytutu Europy Środkowo-Wschodniej. Pełni funkcję pracownika Katedry Studiów Wschodnich Instytutu Politologii KUL. Zajmuje się historią cerkwi prawosławnej i unickiej w Rzeczypospolitej. Zajmuje się też analizą sytuacji na obszarze państw bloku postsowieckiego.
Wszedł w skład komitetu wspierającego kandydaturę Karola Nawrockiego na prezydenta RP w wyborach w 2025.
21 grudnia 2021 został odznaczony Medalem Złotym za Długoletnią Służbę.

## Wybrane publikacje
- Prawosławna eparchia chełmska do 1596 roku, Lublin - Chełm: Prawosławna Diecezja Lubelsko-Chełmska 1999.
- Naddniestrzańska Republika Mołdawska jako element przestrzeni politycznej Europy Środkowo-Wschodniej, Lublin 2005, ISBN 83-921361-3-6,
- Dekret prezydenta Leonida Kuczmy o obchodach 350. rocznicy Kozackiej Rady Perejasławskiej 1654 r. i jego znaczenie dla wewnętrznej i zewnętrznej sytuacji Ukrainy, Lublin: Instytut Europy Środkowo-Wschodniej 2003, ISBN 83-917615-0-9.
- Deportacja Ukraińców z Polski w latach 1944-1946 jako problem we współczesnych relacjach polsko-ukraińskich, Lublin: Instytut Europy Środkowo-Wschodniej 2004, ISBN 83-921361-6-0,
- Chełmska diecezja unicka 1596-1810. Dzieje i organizacja, Lublin: Towarzystwo Instytutu Europy Środkowo-Wschodniej 2005, ISBN 83-85854-85-1
- Naddniestrzańska Republika Mołdawska jako element przestrzeni politycznej Europy Środkowo-Wschodniej, Lublin: Instytut Europy Środkowo-Wschodniej 2005.
- (redakcja) Kościoły wschodnie w Rzeczypospolitej XVI-XVIII wieku. Zbiór studiów, red. Andrzej Gil, Lublin: Towarzystwo Instytutu Europy Środkowo-Wschodniej: UNESCO 2005.
- (przekład) Henadź Sahanowicz, Źródła pamięci historycznej współczesnej Białorusi. Powrót zachodniorusizmu, z jęz. białorus. przeł. Andrzej Gil, Lublin: Instytut Europy Środkowo-Wschodniej 2006.
- (redakcja) Aktualność przesłania paryskiej "Kultury" w dzisiejszej Europie. Zbiór studiów, red. Łukasz Jasina, Jerzy Kłoczowski, Andrzej Gil, Lublin: Towarzystwo Instytutu Europy Środkowo-Wschodniej 2007.
- (redakcja) Ta pamięć w nas tkwi... . Rody Rzeczypospolitej Wielu Narodów w kręgu tradycji i współczesności, red. Iwona Goral, Andrzej Gil, Jerzy Kłoczowski, Lublin: Towarzystwo Instytutu Europy Środkowo-Wschodniej 2008.
- (przekład) Ihor Skoczylas, Sobory eparchii chełmskiej XVII wieku. Program religijny Slavia Unita w Rzeczypospolitej, z jęz. ukr. przeł. Andrzej Gil, Lublin: Instytut Europy Środkowo-Wschodniej 2008.
- Kwestia polska w białoruskim dyskursie politycznym. Geneza i teraźniejszość, Lublin: Instytut Europy Środkowo-Wschodniej 2009.
- W kręgu dziejów i kultury Kościołów wschodnich w Rzeczypospolitej, Siedlce: Instytut Historii Akademii Podlaskiej 2009.
- (redakcja) Polityka wschodnia Polski. Uwarunkowania – Koncepcje – Realizacja, Lublin-Warszawa 2009, ISBN 978-83-60695-10-4
- (redakcja) Instytut Europy Środkowo-Wschodniej na rzecz wspólnej Europy. Kierunki działania - osiągnięcia, oprac. red. Andrzej Gil, Lublin: Instytut Europy Środkowo-Wschodniej 2009.
- (redakcja) Studia z dziejów i tradycji metropolii kijowskiej XII-XIX wieku, red. Andrzej Gil, Lublin: Instytut Europy Środkowo-Wschodniej 2009.
- W cieniu przeszłości. Stosunki polsko-ukraińskie i polsko-białoruskie. Stan obecny i perspektywy, Lublin: Instytut Europy Środkowo-Wschodniej 2010.
- (redakcja) Kościół katolicki na Wschodzie w warunkach totalitaryzmu i posttotalitaryzmu, red. Andrzej Gil, Witold Bobryk, Lublin: Instytut Europy Środkowo-Wschodniej - Siedlce: Instytut Historii Akademii Podlaskiej 2010.
- (redakcja) On the border of the worlds : essays about the Orthodox and Uniate Churches in Eastern Europe in the Middle Ages and the Modern Period, ed. by Andrzej Gil and Witold Bobryk, transl. Ewa Fiutka, Pavlo Hritsak, Lublin: Instytut Europy Środkowo-Wschodniej - Siedlce: Instytut Historii Akademii Podlaskiej 2010.
- Unia Lubelska - dziedzictwo wielu narodów, red. Andrzej Gil, Lublin: Towarzystwo Instytutu Europy Środkowo-Wschodniej - Instytut Europy Środkowo-Wschodniej 2010.
- Nacjonalizm i polityka - casus Ukrainy Zachodniej, Lublin: Instytut Europy Środkowo-Wschodniej 2011.